# Nha Trang

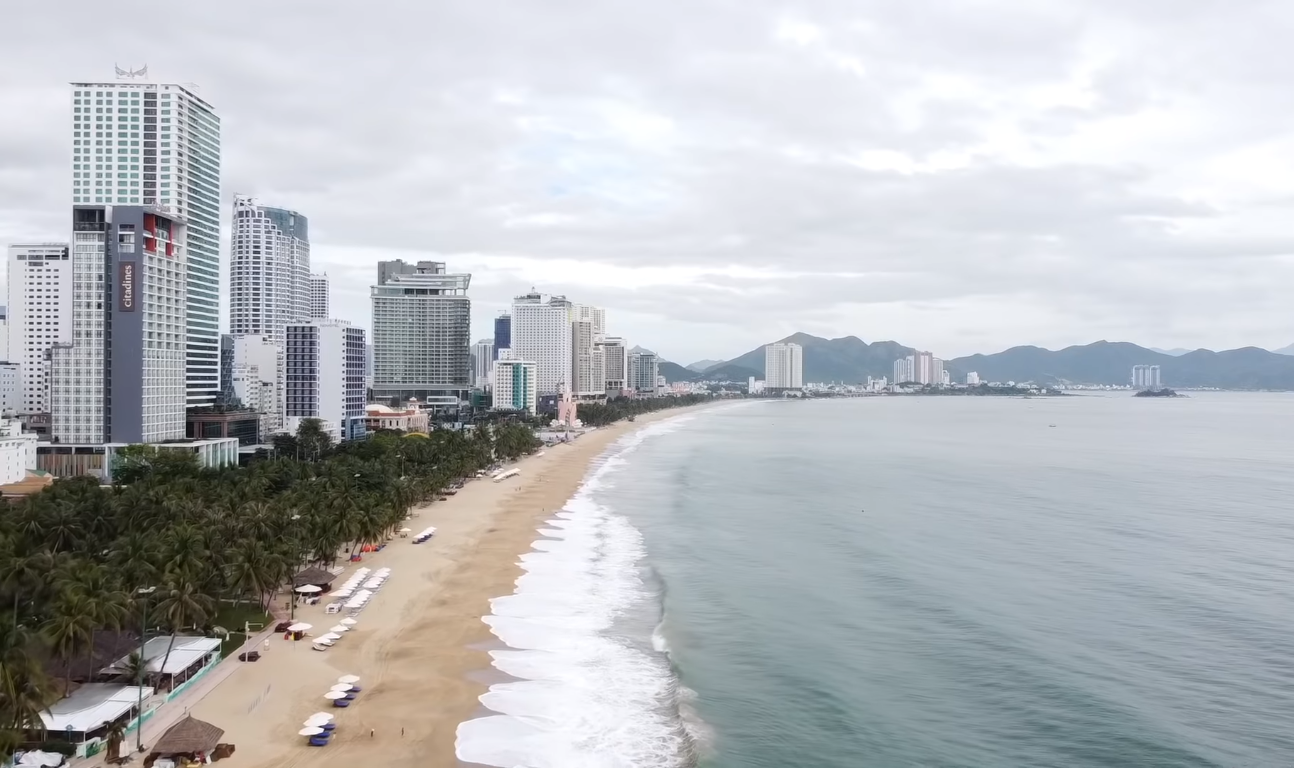
Strandpromenade von Nha Trang

Nha Trang ist eine Küstenstadt in der Provinz Khánh Hòa in Vietnam. Sie bildet das touristische Zentrum des Staates und hat etwa 422.601 Einwohner (Stand 2019).

## Geographie und Klima
Die Stadt liegt an der Mündung des Sông Cái in das südchinesische Meer, etwa 447 Kilometer nordöstlich von Saigon.
Es herrscht tropisches Klima mit einer Durchschnittstemperatur von 27 °C. Die Jahresniederschlagssumme beträgt um die 2000 mm.
|                       | Jan  | Feb  | Mär  | Apr  | Mai  | Jun  | Jul  | Aug  | Sep  | Okt  | Nov  | Dez  |   |      |
| Mittl. Tagesmax. (°C) | 27,9 | 28,9 | 30,1 | 31,5 | 32,8 | 33,1 | 32,8 | 33,0 | 32,0 | 30,1 | 29,0 | 27,8 | ⌀ | 30,8 |
| Mittl. Tagesmin. (°C) | 20,6 | 20,7 | 21,9 | 23,3 | 24,2 | 24,4 | 24,4 | 24,4 | 23,8 | 23,1 | 22,3 | 21,5 | ⌀ | 22,9 |
|                       |      |      |      |      |      |      |      |      |      |      |      |      |   |      |
| Niederschlag (mm)     | 49   | 18   | 34   | 39   | 55   | 48   | 42   | 53   | 158  | 315  | 331  | 183  | Σ | 1325 |
|                       |      |      |      |      |      |      |      |      |      |      |      |      |   |      |
| Sonnenstunden (h/d)   | 5,1  | 6,7  | 7,6  | 8,0  | 7,3  | 7,4  | 6,5  | 7,1  | 5,2  | 4,8  | 4,1  | 4,4  | ⌀ | 6,2  |
|                       |      |      |      |      |      |      |      |      |      |      |      |      |   |      |
| Luftfeuchtigkeit (%)  | 77   | 78   | 79   | 80   | 78   | 77   | 77   | 76   | 80   | 82   | 80   | 78   | ⌀ | 78,5 |

| 20,6 |

| 20,7 |

| 21,9 |

| 23,3 |

| 24,2 |

| 24,4 |

| 24,4 |

| 24,4 |

| 23,8 |

| 23,1 |

| 22,3 |

| 21,5 |

| 20,6 |

| 20,7 |

| 21,9 |

| 23,3 |

| 24,2 |

| 24,4 |

| 24,4 |

| 24,4 |

| 23,8 |

| 23,1 |

| 22,3 |

| 21,5 |

## Wirtschaft: Fischerei und Tourismus
Fischerei und Tourismus sind die bedeutendsten wirtschaftlichen Standbeine der Stadt. Zusätzlich entsteht nördlich der Stadt zur Zeit der Van Phong Tiefwasser- und Transshipmenthafen.
Der Fischereihafen von Nha Trang im Norden der Stadt ist Heimat einer kleinen Fischfangflotte.
Die Fischer fangen in der Nacht und kehren am Morgen zurück nach Nha Trang. Da Nha Trang im Einzugsbereich der herbstlichen Taifune liegt, muss der Fischfang in den Monaten Oktober bis November eingestellt werden.
Nha Trang wird als Tourismushochburg Vietnams bezeichnet. Bereits die französischen Kolonialherren wussten die schönen Strände zu schätzen und bezeichneten Nha Trang als das 'Nizza des Ostens'. Kilometerlange Sandstrände und viele in der Bucht gelegene Inseln und Korallenriffe laden zum Baden ein. Aus diesen natürlichen Gegebenheiten hat sich dort ein touristisches Zentrum Vietnams entwickelt. Am Stadtstrand entlang der Promenade am Tran Phu Boulevard finden sich zahlreiche Restaurants, Strandbars und Hotels. Als touristische Hauptattraktion von Nha Trang gelten die Cham-Türme Thap Ba Ponagar im Norden der Stadt. Das ist eine der bedeutendsten Cham-Stätten in Vietnam. Die Bauwerke wurden während der letzten Jahre aufwändig erneuert, ohne dabei den Charakter zu zerstören. Vom südlichen Ende des Trang Phu Boulevard fährt der Vinpearl Cable Car in ca. 60 m Höhe zur drei Kilometer entfernten Hon-Tre-Insel (Bambusinsel), auf der sich ausgedehnte touristische Anlagen befinden.
Das Gebiet um Nha Trang eignet sich gut zum Segeln. Das liegt an seiner langen Küste, der ruhigen See, gutem Wind und den küstennahen Inseln wie Hon Tre, Hon Yen und Hon Rua. Für Schnorchler und Taucher stellt sich der Grund allerdings teilweise sehr stark verschmutzt durch Plastiktüten, Konservendosen und anderen Unrat dar. Die Fischbestände sind durch bis heute praktizierte Dynamitfischerei dezimiert. Die Korallenbleiche hat noch nicht Einzug gehalten und mit angeblich 350 registrierten Arten werden mehr gezählt als in der ganzen Karibik zusammen. Viele seltene Fischarten sollen hier ganz alltäglich sein, Großfische gibt es allerdings nicht.

## Verkehrsanbindung

Panorama der südlichen Stadt

Durch das Stadtgebiet von Nha Trang führt die Nationalstraße NH-1. Zahlreiche Überland-Buslinien verbinden die Stadt mit dem Süden und Norden des Landes. Nicht weit entfernt befindet sich das Städtchen Dalat im Zentralen Hochland. Auch der Fernzug „Wiedervereinigungs-Express“ zwischen Hanoi und Saigon fährt den Bahnhof der Stadt an. Ein stadtnaher Flugplatz wurde 2004 für den zivilen Flugverkehr gesperrt. Der gesamte Flugverkehr mit Linienflügen von und nach Saigon, Hanoi, Da Nang und – international und direkt – ein- bis zweimal in der Woche mit "Vietnam Airlines" nach Moskau wird abgewickelt vom 35 Kilometer und ca. 45 Autominuten entfernt südlich gelegenen Flughafen Cam Ranh, der ehemaligen USN-Basis Cam Ranh Bay.

## Sehenswürdigkeiten
- Cham-Heiligtum Tháp Po Nagar
- Chợ Đầm (Zentralmarkt)
- Fischereihafen

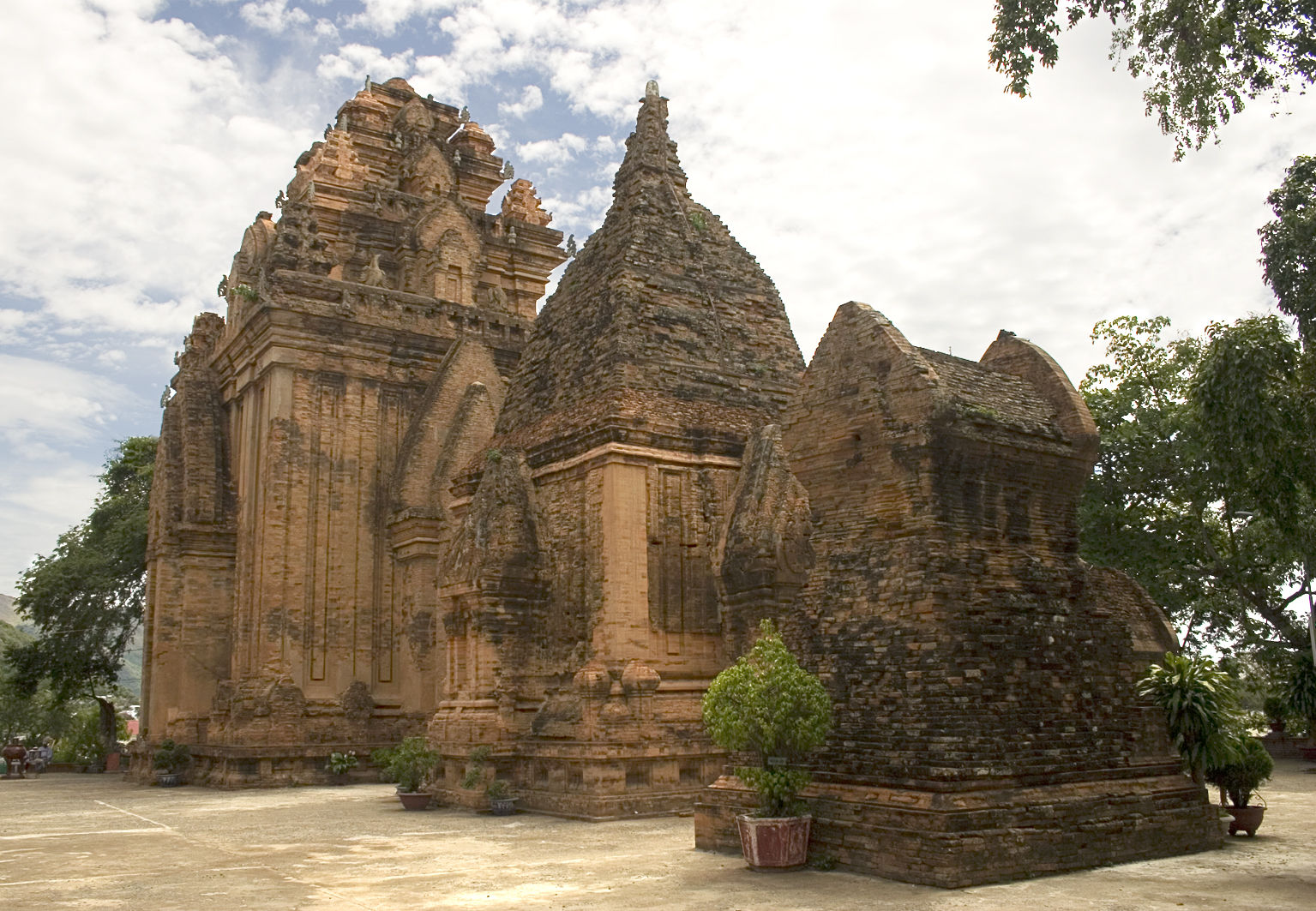
Thap Ba Cham Towers

- Hòn Chồng, ein Felsen, der nach einer Legende den Handabdruck eines Riesen zeigt
- Katholische Kathedrale (erbaut um 1930) Kathedrale

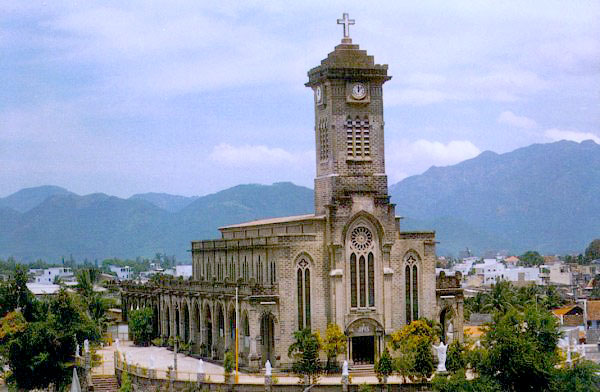
Kathedrale

- Long-Sơn-Pagode auf dem Drachenberg, mit 14 m hoher Buddha-Statue
- National Oceanographic Museum and Aquarium of Vietnam und Institut of Oceanography (gegründet 1923), 01 Cau Da, Tran Phu. Die Anlage befindet sich nur wenige hundert Meter vor dem Hafen im Süden, am Ende der Nha Trang-Bucht.
- Pasteur-Institut mit dem Alexandre-Yersin-Museum (10 Tran Phu St.)
- Rathaus und eines der allgegenwärtigen Kriegerdenkmale am Tran Phu Blvd

## Galerie

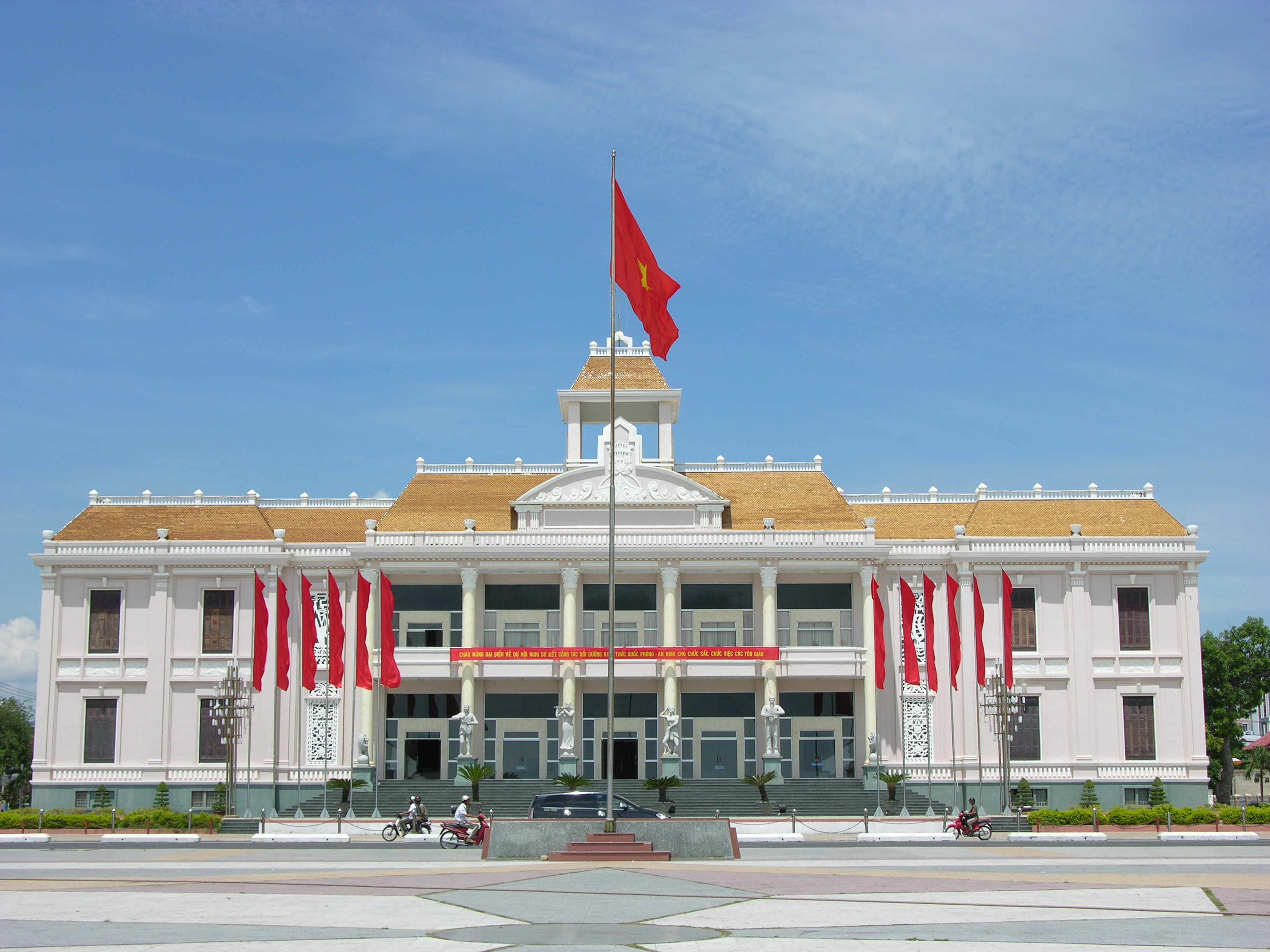
Rathaus
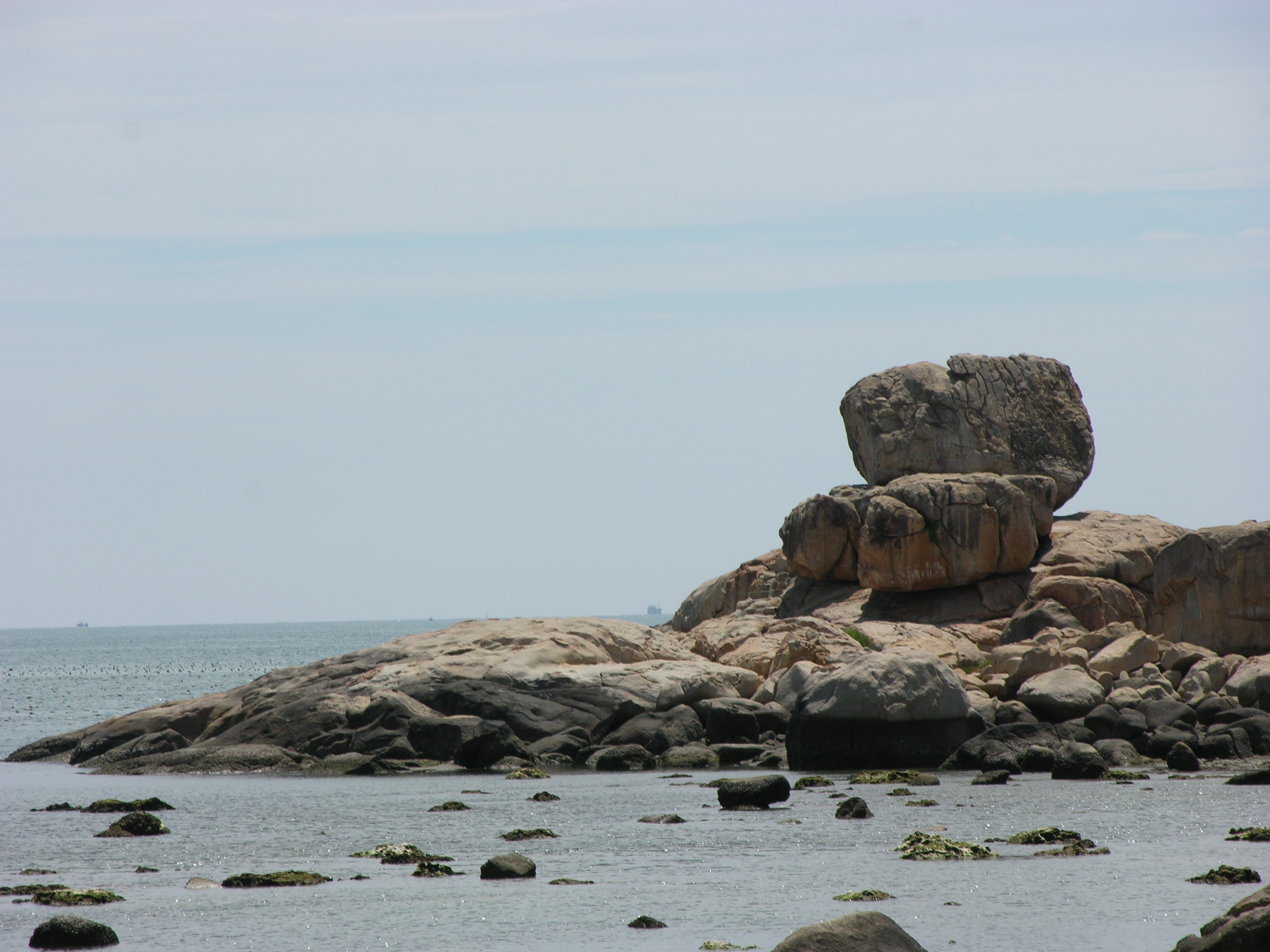
Hon-Chong-Felsen
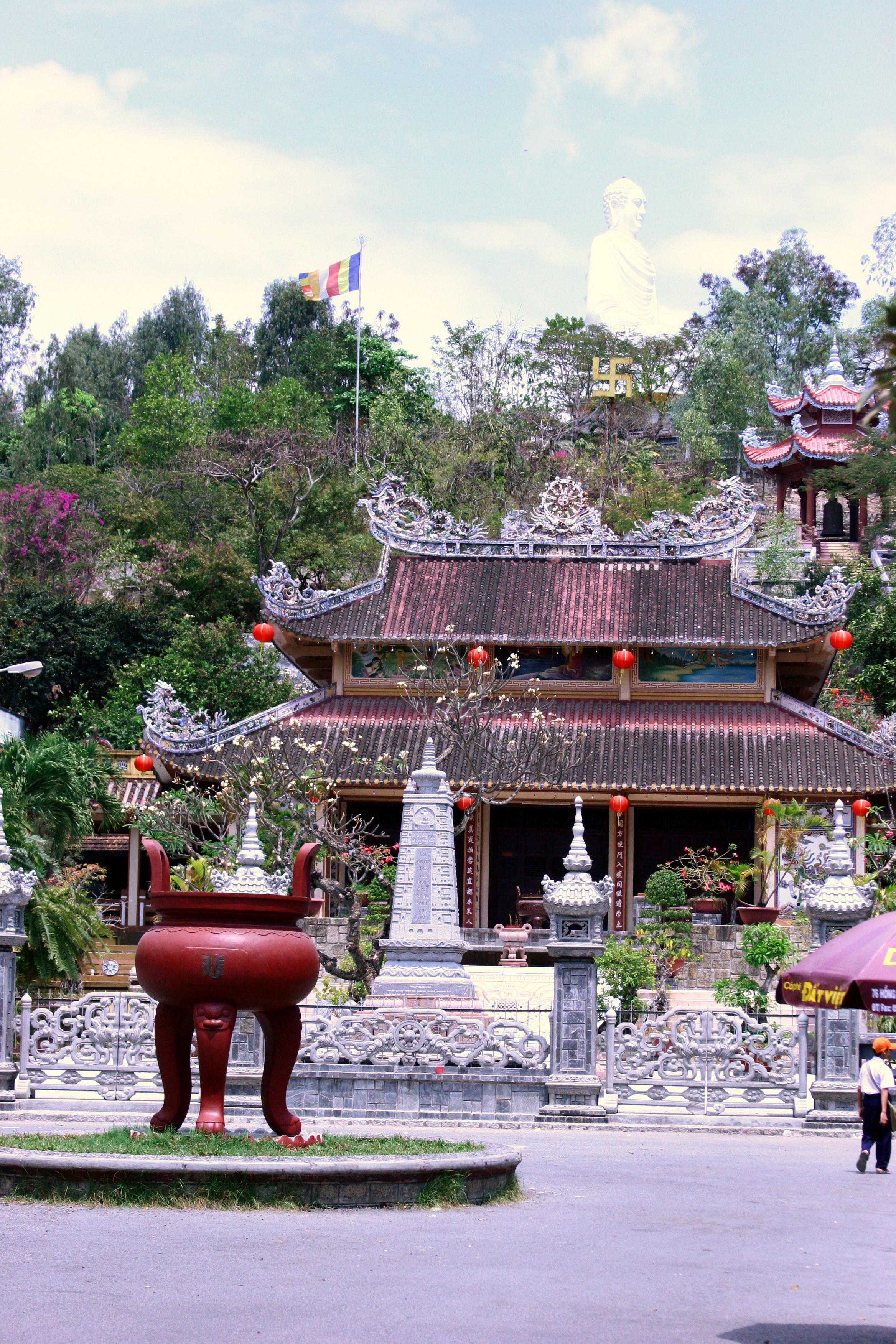
Long-Son-Pagode
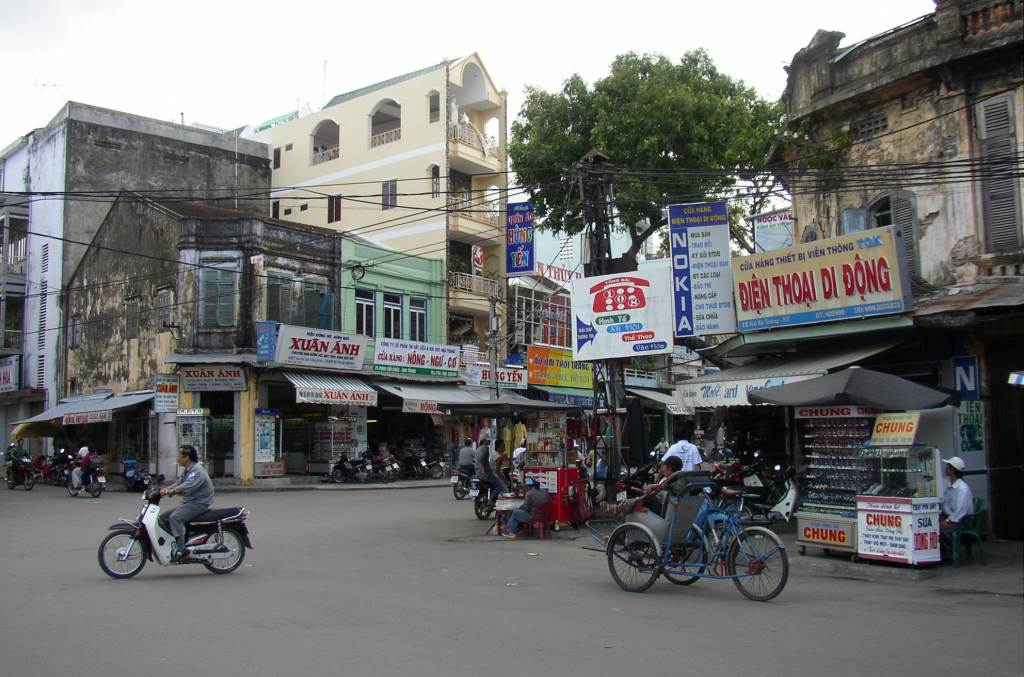
Am Markt
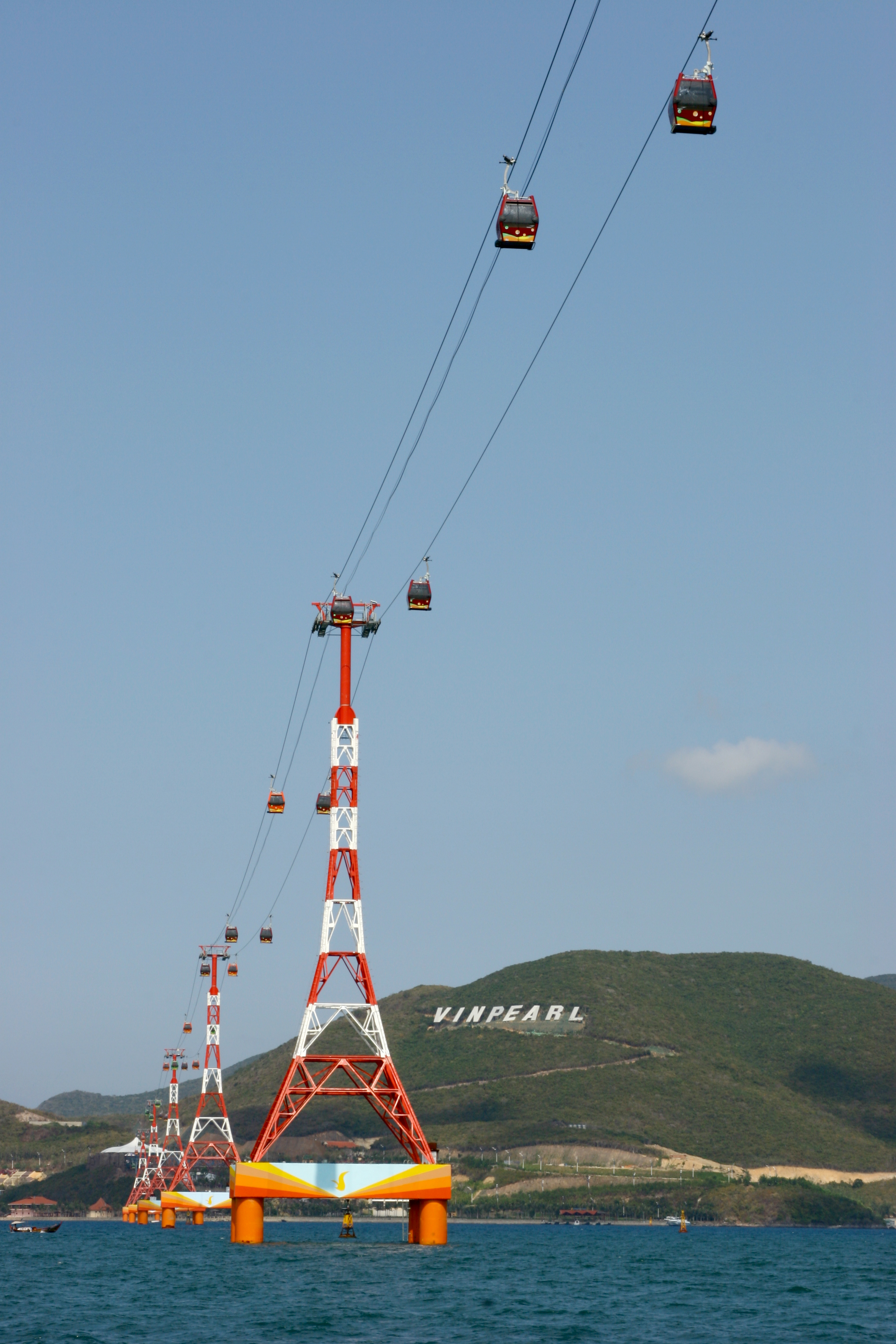
Vinpearl Cable Car

## Söhne und Töchter
- Thanh Tùng (1948–2016), vietnamesischer Dirigent und Komponist
- Thanh Thai Nguyen (* 1953), vietnamesisch-US-amerikanischer Geistlicher, Weihbischof in Orange in California
- Mimi Tran (* 1960), vietnamesisch-US-amerikanische Pokerspielerin
- Duy-Loan Le (* 1962), US-amerikanische Ingenieurin
- Scotty Nguyen (* 1962), vietnamesisch-US-amerikanischer Pokerspieler
- J. C. Tran (* 1977), vietnamesisch-US-amerikanischer Pokerspieler
- Đoàn Kiến Quốc (* 1979), vietnamesischer Tischtennisspieler